# パイオニア5号
パイオニア5号 (Pioneer 5) は、アメリカ航空宇宙局がパイオニア計画で用いた探査機で、地球と金星の軌道の間の惑星間空間を調査することを目的とした。1960年3月11日13時00分 (UTC) にケープカナベラル空軍基地第17発射施設より打上げられた。軌道上での乾質量は43 kgであった。直径0.66 mの球形で、幅1.4 mの4枚の太陽電池パネルが設置され、0.806 × 0.995 AUの太陽周回軌道を周回した。この探査機により、惑星間磁場の存在が確認された。パイオニア5号は、パイオニア計画で最も成功した探査機となった。

## 設計・機器
直径0.66 mの球形で、幅1.4 mの4枚のソーラーパネルが設置されている。また、4つの科学機器が備えられている。
1. 3軸一致無指向性比例係数望遠鏡：太陽エネルギー粒子線を検出し、地球に捕らえられた放射を観測する。E > 75 MeVの光子、E > 13 MeVの電子を検出出来る[3]。
2. 磁気センサ：地磁気境界付近、惑星間空間磁場を測定する[4][5]。1マイクロガウスから12ミリガウスの磁場を測定可能。1つのコイルがスピン軸に垂直な磁場を測定するように機体に取付けられた。測定結果は、アナログとデジタルの両方で出力される[6]。
3. 電離箱とガイガー＝ミュラー計数管：宇宙線を測定する。探査機スピン軸に垂直に取付けられた[7]。
4. 流星塵運動量分光計：2つの振動板とマイクロフォンより構成される。流星塵粒子を検出し、それらの運動量を測定するために用いられた[8]。

## ミッション
探査機は、磁気センサで測定した磁場データを地球へ送信した。測定の結果、平穏な状態の惑星間磁場中央値は、5 γ ± 0.5 γであった。また探査機は、惑星間領域での太陽フレアの子や宇宙線放射も測定した。流星塵検出器は、データシステムが飽和してしまったために運用出来なかった。

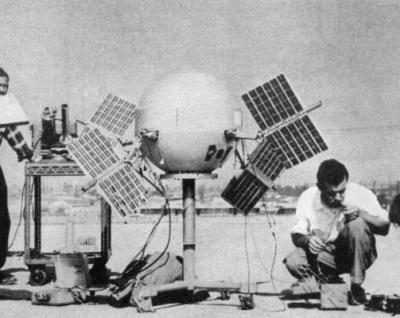
パイオニア5号と試験装置

記録されたデジタルデータは、探査機の地球からの距離とアンテナの大きさに依って1、8または64 Bit/sであった。太陽電池の重量制限から、遠隔送信機を連続運用することは困難であった。1日当たり、25分間の4度の運用が予定され、特別な目的がある際には、時間延長が認められる場合もあった。合計138.9時間運用が行われ、3MBを超えるデータが受信された。データの多くは、ジョドレルバンク天文台のラヴェル望遠鏡とカエナ・ポイント衛星追跡ステーションで受信された。データ受信は1960年4月30日まで続き、それ以降は、弱いシグナルが伝送ノイズにまぎれて受信出来なくなった。1960年6月26日には、最遠距離となる360万 km離れた探査機からのシグナルがジョドレルバンク天文台で受信されたが、その頃にはシグナルが弱くなり過ぎてデータを取得することは出来なかった。